# Wojcieszków
Wojcieszków is een dorp in het Poolse woiwodschap Lublin, in het district Łukowski. De plaats maakt deel uit van de gemeente Wojcieszków en telt 1100 inwoners.

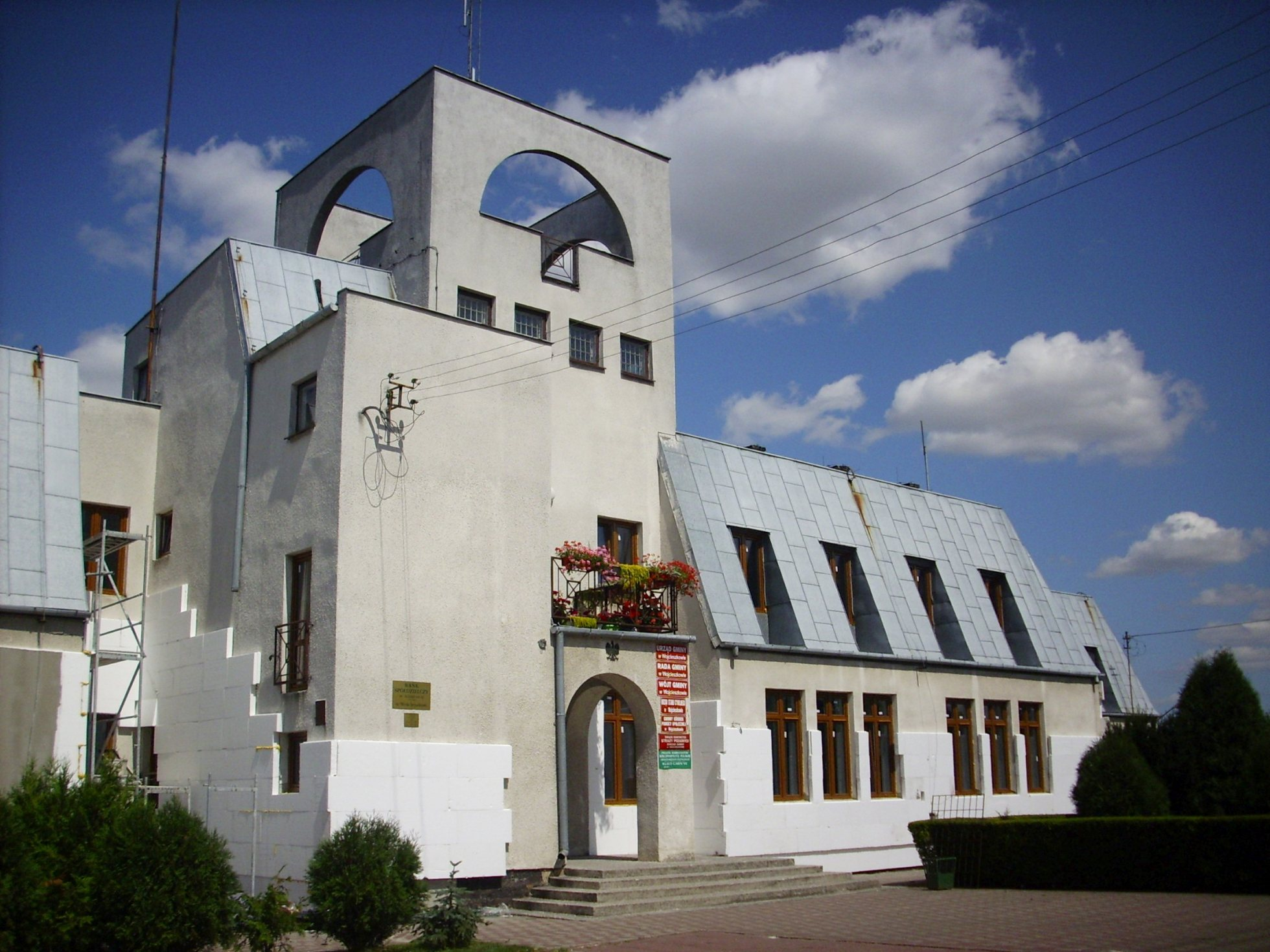
Gemeentehuis